# Pseudoderopeltis areolata
Pseudoderopeltis areolata es una especie de cucaracha del género Pseudoderopeltis, familia Blattidae.

## Distribución
Esta especie se encuentra en Namibia, Sudáfrica, Botsuana, Suazilandia y Mozambique.